# Valdorf
Valdorf ist der flächenmäßig größte und der südlichste Ortsteil der ostwestfälischen Stadt Vlotho im Kreis Herford. Valdorf hat rund 5332 Einwohner (Stand 1. Dezember 2018).

## Allgemein
Das Gebiet des heutigen Ortsteils Valdorf bildete in der vor-napoleonischen Zeit kirchlich das Kirchspiel Valdorf und politisch die Vogtei Wehrendorf (auch Vogtei Valdorf genannt) im Amt Vlotho der Grafschaft Ravensberg. Zum Kirchspiel Valdorf gehörten seit jeher die fünf Bauerschaften Bonneberg, Hollwiesen, Steinbründorf, Valdorf und Wehrendorf. 
Von 1807 bis 1813 gehörten die Valdorfer Bauerschaften zum Kanton Vlotho des Königreichs Westphalen. In der 1815 gegründeten Provinz Westfalen gehörte das Kirchspiel Valdorf zum Verwaltungsbezirk Vlotho im Kreis Herford. Im Rahmen der Einführung der Landgemeinde-Ordnung für die Provinz Westfalen wurden 1843 die Bauerschaften des Kirchspiels Valdorf zur Gemeinde Valdorf im Amt Vlotho zusammengefasst.
Am 1. Januar 1969 wurde Valdorf nach Vlotho eingemeindet. Seitdem ist die Verwaltung der Stadt Vlotho und der Stadtrat politisch für Valdorf zuständig. Valdorfs Ortsvorsteherin ist Sabine Selberg-Scherfeld (SPD).
Im Gebiet von Steinbründorf liegt mit dem Bonstapel der höchste Berg im Kreis Herford. Der Anteil der landwirtschaftlichen Nutzung ist sehr hoch, eine hohe Siedlungsdichte findet sich längs des Forellenbachtales (Rahlbruch), sowie parallel dazu auf den dazu rechtsseitig liegenden Höhen (u. a. Horst). Im Rahlbruch ist eine hohe Dichte mit Dienstleistern mit einem Angebot für den täglichen Lebensbedarf zu verzeichnen. Neben einem größeren Warenhaus mit Getränkemarkt ist der 2008 eröffnete Minske-Markt mit seinem von Discountern getragenen Angebot zu nennen.
Als Siedlungskerne sind noch der Bereich um die Bonneberger Kirche sowie verdichtete Wohnbebauung in den Gebieten Winterberg und Bretthorst zu nennen. Im südlichen Bereich ist im Vergleich zum im Durchschnitt waldarmen Kreis Herford umfangreicher Waldbestand vorhanden.
Auf Valdorfer Gebiet liegen die Hans-Schwarze-Grundschule im Topsundern sowie im Randbereich zum Ortsteil Vlotho das Schulzentrum am Jägerort. Der Bonneberger Teil der Grundschule Vlotho (Herforder Straße) befindet sich nahe der Kirche.
Nachstehend sind der besseren Übersicht wegen die wesentlichen Bereiche der drei früher im Gebiet Valdorf liegenden  Kirchengemeinden mit ihren Charakteristika beschrieben. Sie gehen in ihrer Gesamtheit zurück auf die alte Vogtei Wehrendorf (auch als Vogtei Valdorf genannt).
Zum Stichtag 1. Dezember 2018 hatte der Ortsteil Valdorf 5332 Einwohner.

## Bonneberg

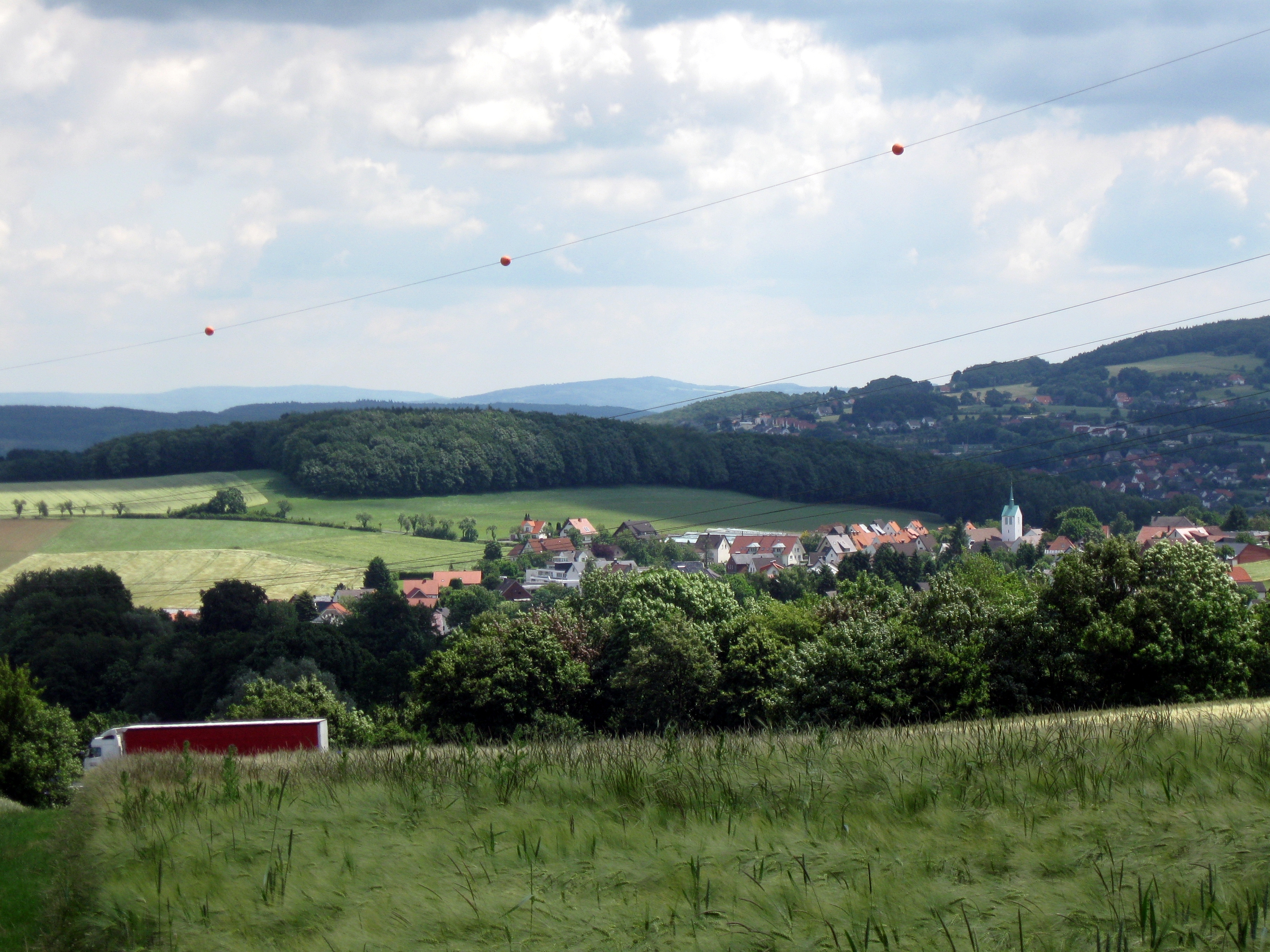
Ortschaft Bonneberg vor dem Bonneberg, die Warnbälle markieren wegen des nahen Flugplatzes in Porta Westfalica den Verlauf von Freileitungsmasten

Die ehemalige Bauerschaft im Norden Valdorfs wurde nach dem Bonneberg benannt. Für das Jahr 1282 ist in einer Akte zum Kloster Vlotho von einem Hof auf dem Bonneberg zu lesen. Dieser Teil des Vlothoer Ortsteils Valdorf ist im Wesentlichen im weiteren Kreuzungsbereich Loher Straße/Bonneberger Straße konzentriert.
An letzterer ist die 1957 erbaute und eingeweihte evangelisch-lutherische Jubilate-Kirche zu finden. Bis dahin waren die Bonneberger auf die Valdorfer Kirche angewiesen. 1970 bekamen sie ihre eigene Kirchengemeinde. Am 1. September 2019 wurde diese mit der evangelisch-lutherischen Kirchengemeinde Exter zur „Kirchengemeinde Exter Bonneberg“ zusammengelegt, wobei beide Kirchen künftig wechselseitig für die regelmäßigen Gottesdienste geöffnet sind.  Die Betreuung der Gemeindeglieder wird zurzeit von den Pfarrern  der ehemals selbständigen Kirchengemeinde Exter und der Gemeinde Valdorf wahrgenommen. Der Bonneberger Kirche ist ein eigener Friedhof zugeordnet.
Die Siedlungsstruktur im genannten Kernbereich besteht in erster Linie aus Wohnbebauung. Im Ortsteil Bonneberg werden ein in evangelischer Trägerschaft geführter Kindergarten und eine Grundschule angeboten.  Es gibt ein inhabergeführtes Gasthaus mit Hotelbetrieb. Am früheren Standort einer 1988 geschlossenen Betten- und Schlafzimmerfabrik befindet sich heute unter dem Namen „Essential by Dorint Herford Vlotho“ ein Tagungs- und Konferenzhotel der gehobenen Klasse.  Die ehemalige Möbelfabrik war ein wichtiger Arbeitgeber in der Region. Durch den westlichen Teil des Ortes führt die Autobahn A 2.
1887 wurde der spätere Generalmajor der Wehrmacht Fritz Schröder in Bonneberg geboren.

## Valdorf
Das eigentliche Valdorf wird 1055 erstmals als Valethorpe erwähnt. Es liegt innerhalb des gleichnamigen Vlothoer Ortsteils südlich beziehungsweise nördlich der Ortschaften Bonneberg und Wehrendorf und war nach dem Ersten Weltkrieg zeitweilig in Valdorf-West und Valdorf-Ost unterteilt, die beide aber gemeinsam verwaltet wurden.

### Valdorf-West

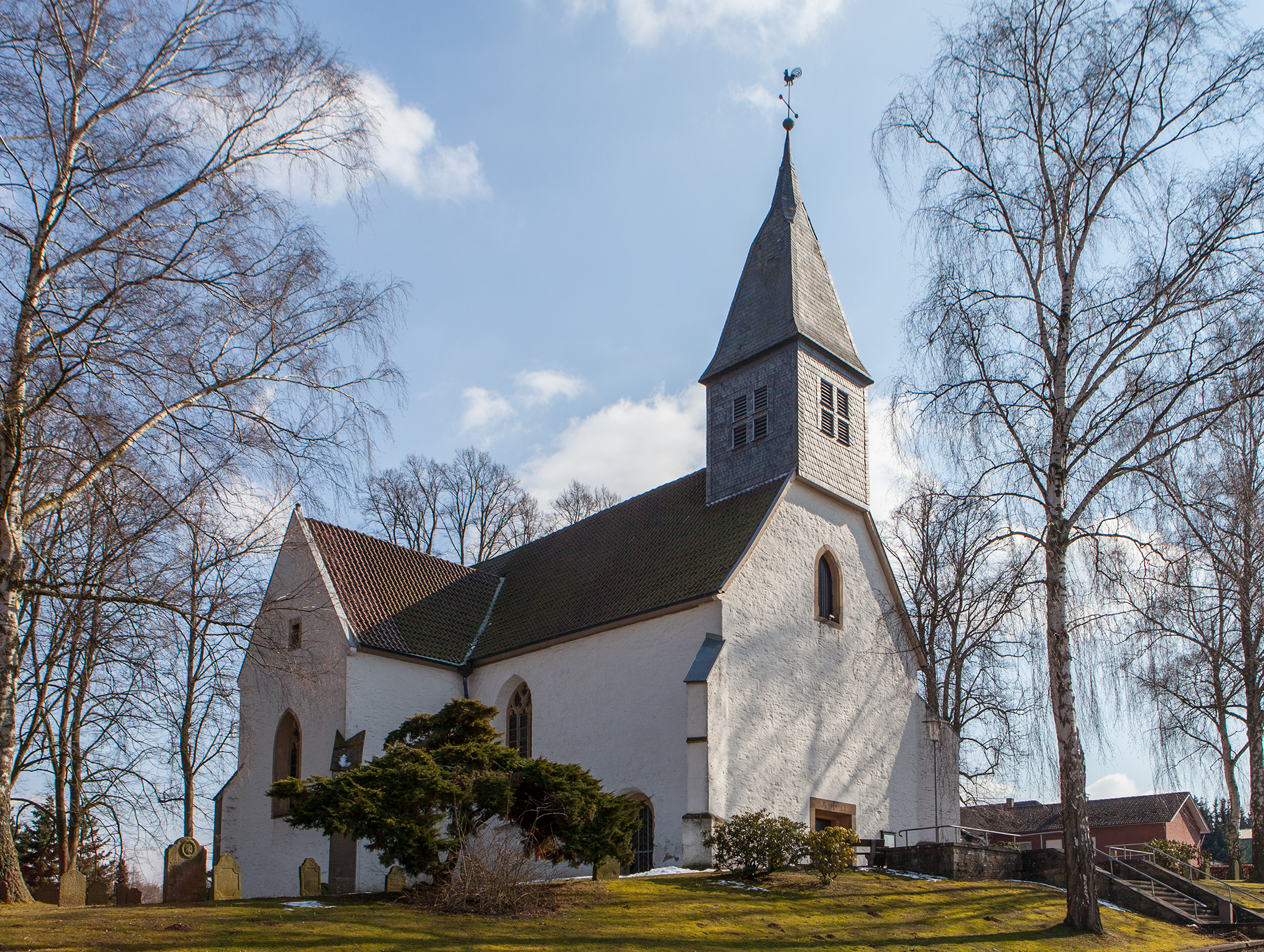
Evangelische Kirche Valdorf

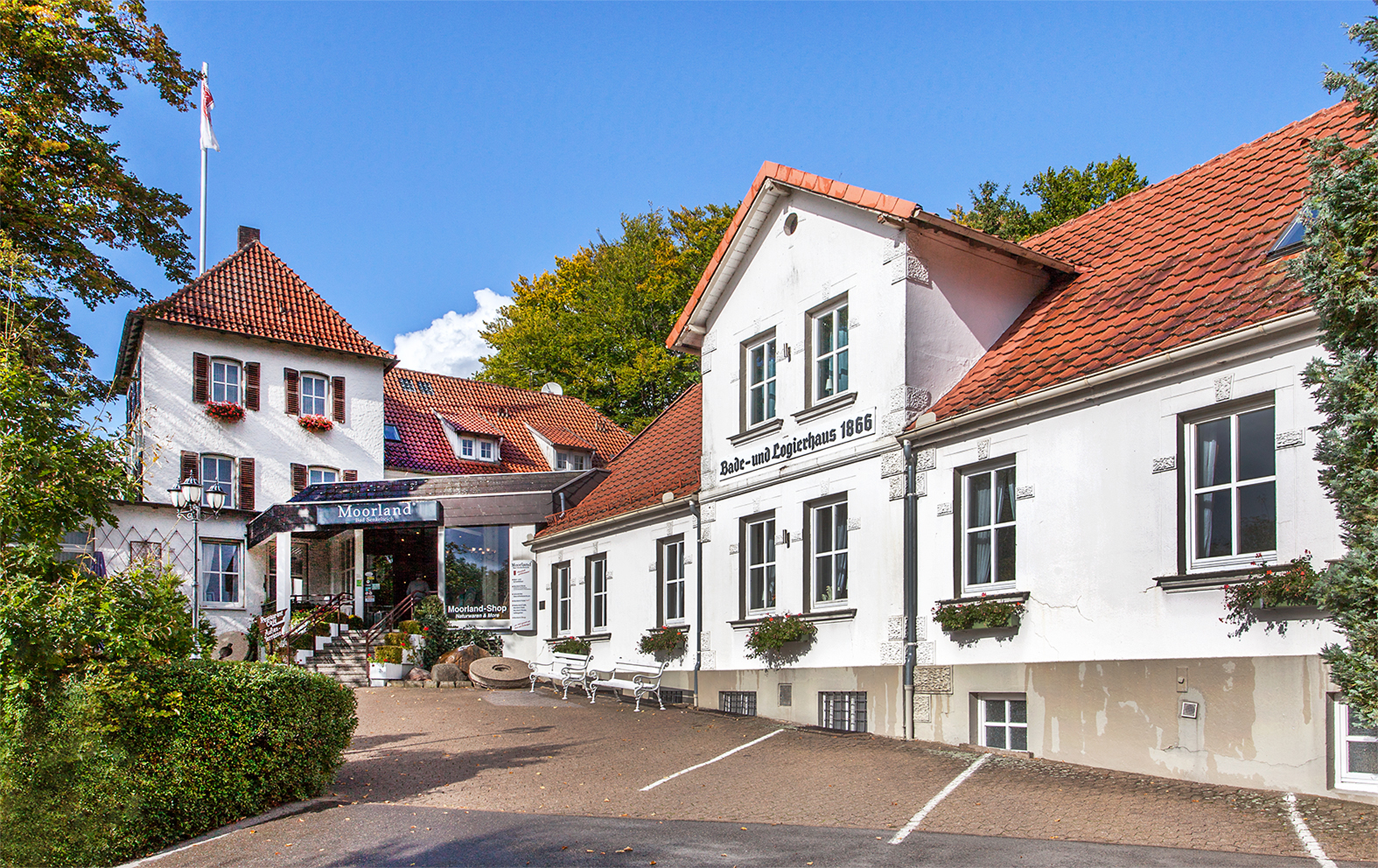
Moorland-Hotel in Bad Senkelteich

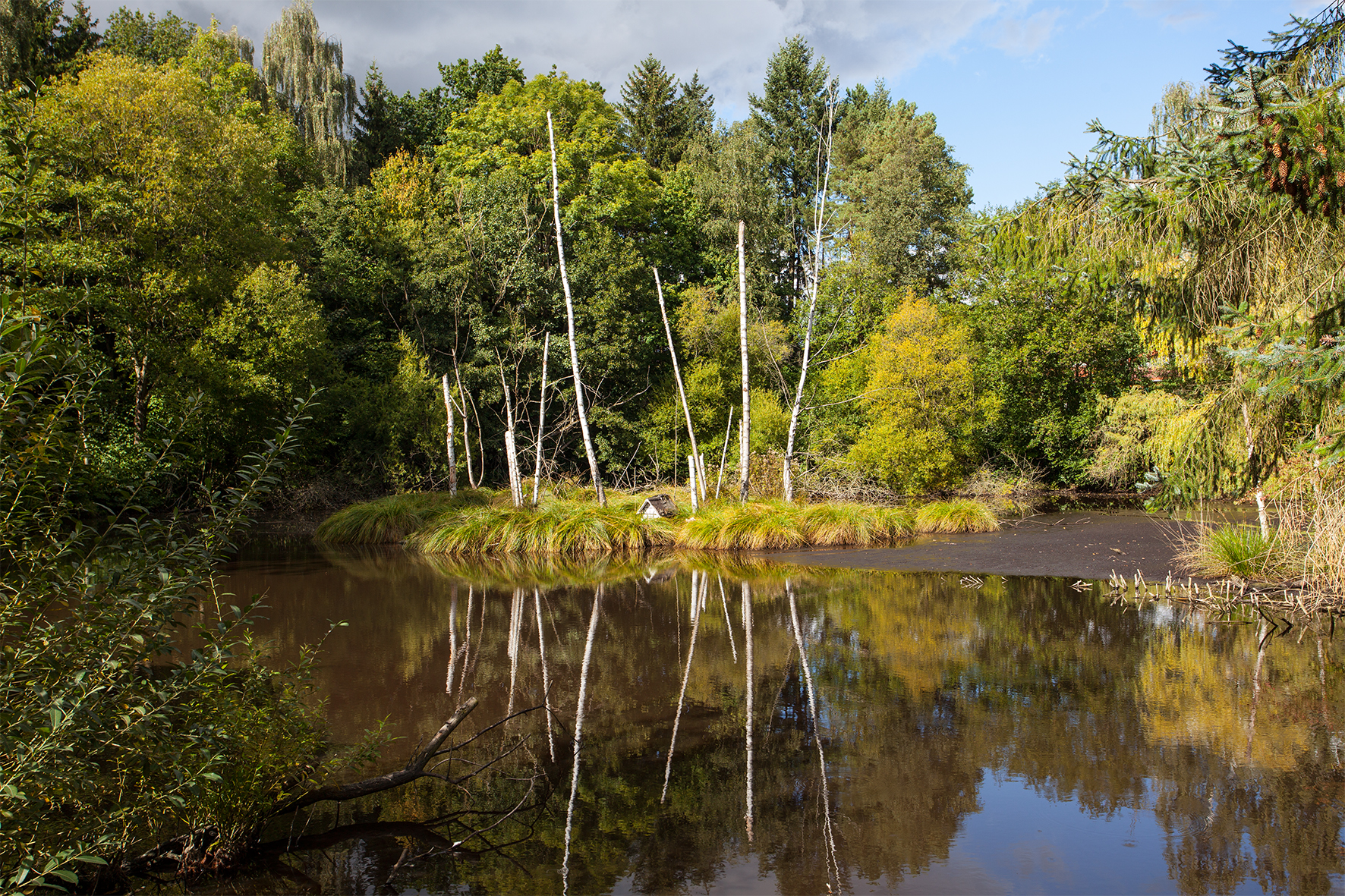
Erdfall mit Torfmoor in Bad Seebruch

Die gotische Kirche von Valdorf feierte 2008 ihr 750-jähriges Jubiläum. In Valdorf befindet sich neben der Kirche das Alten- und Altenpflegeheim Simeonsstift, das vom im Ort von 1868 bis 1897 wirkenden Pfarrer Eberhard Delius begründet wurde, einem der Superintendenten der früheren Synode Vlotho. Er war Nachfolger des von 1851 bis 1868 wirkenden Pfarrers Karl Kuhlo, dessen Neffen Johannes Kuhlo noch heute als Posaunen-General der Erweckungsbewegung in Ravensberg gedacht wird.
In diesem Bereich liegen die Kureinrichtungen Bad Seebruch (Weserlandklinik) und Bad Senkelteich (Moorland-Hotel), die sich aus im 19. Jahrhundert entstandenen Bauernbädern entwickelten, eine Tradition, die besonders Bad Senkelteich fortsetzt. Anlass waren die hier vorhandenen Erdfälle mit ihren reichen Torfmoorvorkommen. Den letzten Einbruch gab es 1970 auf dem Gelände Bad Seebruchs, Menschen kamen nicht zu Schaden. In Fortsetzung auf einer Achse bis zum Grenzbereich Steinbründorf/Bentorf (Gemeinde Kalletal) mit mehreren nicht mehr deutlich erkennbaren Erdfällen befinden sich auf Bentorfer Gebiet mehrere teilweise recht tiefe beziehungsweise ausgedehnte Erdfälle am dortigen Lichtensberg.
In der ehemaligen Volksschule Valdorf werden unter Trägerschaft der Weserlandklinik in einer staatlich anerkannten Lehranstalt Physiotherapeuten ausgebildet. Bad Seebruch arbeitet mit dem Schwerpunkt Rehabilitation, Orthopädie und Rheumatologie, Moorland Bad Senkelteich bietet u. a. Rheuma-, Haut-, Schlaf- und Frauenkuren, auch ein Wellnessangebot wird vorgehalten. Im Einzugsgebiet befindet sich das in den Jahren 1951/2 vom örtlichen Sportverein gebaute Wald-Freibad, das als eines der wenigen öffentlichen Freibäder in der Region noch über ein 50-m-Schwimmbecken verfügt.
Linksseitig des durch den Rahlbruch fließenden Forellenbaches befindet sich an der Grenze zu Bonneberg eine Anhöhe mit dem Namen Hünenburg, auf der durch Ausgrabungen Mitte der 1990er-Jahre erfolgreich die Existenz einer alten Wallburg nachgewiesen werden konnte. Am Hang der Hünenburg wurde seit spätestens 1535 bis 1958 hochwertiger Baukalk abgebaut und gebrannt. Kurzzeitig gab es im 19. Jahrhundert Badebetrieb in der so genannten Stahlquelle. Im Ravensberger Urbar von 1556 wird von einer verfallenen Eisen- und Schmelzmühle berichtet, 1641 genehmigte die herzogliche Amtsstelle zu Düsseldorf hier den Betrieb einer Papiermühle, die unter verschiedenen Besitzwechseln noch bis 1966 betrieben wurde. Daneben befindet sich die Rettungszentrale Vlotho sowie die Freiwillige Feuerwehr.
Wichtig für die Region war der für Bauzwecke begehrte örtliche Kalksinter, der nach dem Abbaugebiet, der Valdorfer Flur Horst, als Horststein benannt wurde. In brandenburgischen Zeiten wurde er bis nach Indonesien verschifft. In und um Valdorf/Vlotho gibt es noch viele Gebäude, die aus diesem gut zu bearbeitenden, aber leichten und stabilen Material errichtet wurden.
Am 17. Oktober 1638 fand in der Nähe des Eiberges eine nur wenige Stunden dauernde Schlacht des Dreißigjährigen Krieges statt. Das Ereignis ging als Schlacht bei Valdorf (bzw. Schlacht bei Vlotho) in die Geschichtsschreibung ein.

### Valdorf-Ost
Im Gegensatz zum West-Teil befanden sich in diesem Teil vorwiegend landwirtschaftliche Betriebe unterschiedlicher Größe, was sich in aufgelockerter Besiedlung auswirkte. Auf dem in Valdorf-Ost befindlichen Winterberg wurde 1892 eine zweiklassige Volksschule eingerichtet, die im Volksmund wegen ihrer Höhenlage scherzhaft als „Vlothos Volkshochschule“ bezeichnet wurde. Zuvor besuchten die Schulkinder im entsprechenden Einzugsgebiet die in der Nachbauerschaft Valdorf bestehende Schule nahe der Kirche, was teilweise mit Wegezeiten von bis zu dreieinhalb Stunden verbunden war. Nach der schulischen Umstrukturierung im damaligen Amt Valdorf erwarb 1963 Werner Georg Haverbeck die Immobilien und gründete hier später das rechtsextremistische Collegium Humanum. Es wurde im Mai 2008 vom Bundesminister des Innern geschlossen.

## Wehrendorf

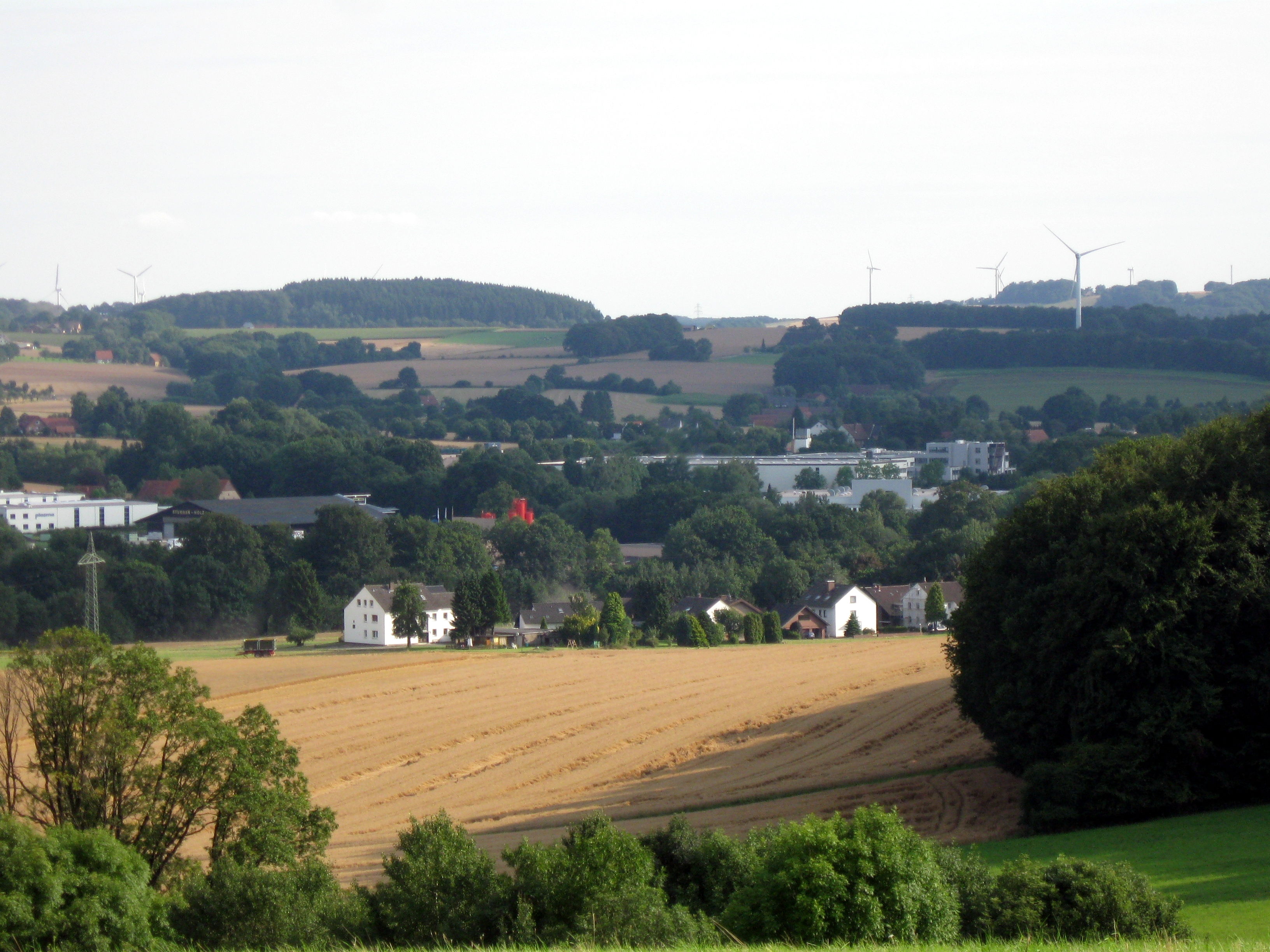
Blick von Norden über das Industriegebiet Hollwiesen, rechts im Bild befindet sich der große Gebäudekomplex der Herbert Kannegiesser GmbH

Wehrendorf schließt sich südwestlich an das Gebiet der Kirchengemeinde Valdorf an und war in mittelalterlicher Zeit der Namensgeber für die Vogtei Wehrendorf. Es wurde etwa um 900 gegründet und es wird berichtet, dass es früher ein Knotenpunkt u. a. alter Handelswege von Lemgo zur Weser war. Für das Jahr 1556 wird eine Zollstation mit einem Untervogt namens Johan Kriger nachgewiesen. Sie könnte sich im Ort im Bereich der heutigen Waddenbergstraße befunden haben, wo noch Nachfahren des Genannten leben.
Für etwa zwei Jahrhunderte war es Mittelpunkt des Kirchspiels gleichen Namens. Für die Zeit um 900 wird eine Kirche bzw. Kapelle in Wehrendorf erwähnt. Wie lange sie genutzt wurde, ist nicht bekannt, im Jahr 1828 wird ein als Ruine der alten Kirche bezeichnetes Objekt abgebrochen. Die mutmaßlichen Reste wurden nach zielgerichteten Hinweisen im Jahr 2019 von Archäologen des Landschaftsverbandes Westfalen-Lippe (LWL) freigelegt. Überliefert ist auch die Existenz eines eigenen Friedhofes in der Nähe. Ob und inwieweit die (erstmals für 1258 erwähnte) relativ nahe gelegene Valdorfer Kirche auch von den Wehrendorfern genutzt wurde, ist bislang unklar. Das Pfarrhaus, von dem aus der für die Kirche in Valdorf zuständige Geistliche agierte, befand sich weiter in Wehrendorf. Erst um 1890 wurde das heutige Gemeindehaus in Valdorf errichtet, auch unter erheblichem finanziellen Einsatz des damaligen Pfarrers Eberhard Delius.
1969 erhielten die Wehrendorfer mit der Kreuzkirche ein eigenes angemessenes Gotteshaus, das zuvor seit 1951 als so genannte Notkirche in Bad Oeynhausen gestanden hatte. Nach dem Bau der dortigen Auferstehungskirche diente sie hier weiter ihrer Bestimmung. Nach Grossmann wurden noch um 1955 außer für Wehrendorf auch für die umliegenden Bauerschaften Hollwiesen, Bonneberg und Steinbründorf Gottesdienste im Konfirmandensaal vor Ort abgehalten. Im Jahr 1828 wurde am Gemeindehaus der noch vorhandene, heute unter Denkmalschutz stehende, hölzerne Glockenturm errichtet.
Anschließend an die frühere Gemeinde Valdorf liegt die alte Bauerschaft Hollwiesen, in der nach dem Zweiten Weltkrieg das erste systematisch geplante und gestaltete gleichnamige Industriegebiet entstand. Hier entwickelte sich aus kleinen Anfängen die Wäschereimaschinenfabrik Herbert Kannegiesser GmbH mit Weltgeltung. Weitere Industrieansiedlungen gibt es östlich der in Richtung Bad Salzuflen (Ortsteil Wüsten) führenden Neuen Landstraße. Zu erwähnen ist zu Wehrendorf die Orgelbauwerkstatt Steinmann, die im Jahre 2010 ihr hundertjähriges Bestehen beging und mit ihren Instrumenten weit über die Grenzen Ostwestfalens sogar bis Afrika vertreten ist.

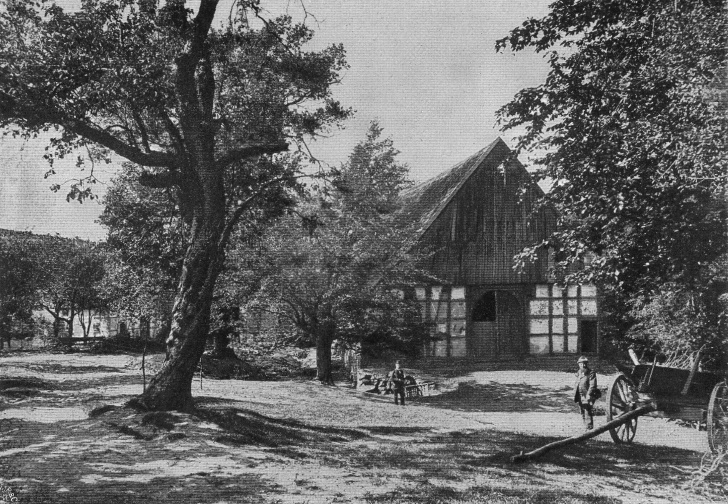
Gehöft in Linnenbeeke, 1909

In der südlich liegenden ehemaligen Bauerschaft Steinbründorf gibt es die höchsten Erhebungen Vlothos und damit im Kreis Herford. Speziell der an der lippischen Grenze liegende Bonstapel, um den herum sich mehrere Naturschutzgebiete gruppieren, bietet ein umfangreiches Wanderwegenetz. Der hier vom örtlichen Hegering betreute Naturlehrpfad Bonstapel verwirklicht seit 1994 das Konzept moderner Museumspädagogik.
Am Bonstapel entspringt aus sieben Quellen die Linnenbeeke, die in nördlicher Richtung nach Vlotho fließt und im Ortsteil Valdorf in den in die Weser mündenden Forellenbach übergeht. Nahe der ersten Station des oben erwähnten Naturlehrpfades befinden sich linksseitig der Linnenbeeke Spuren eines altsächsischen Bauernhauses. In diesem Bereich dürfte das im Bild von 1909 gezeigte Gehöft gestanden haben.